# Vodno
Vodno är en bergstopp i Nordmakedonien. Den ligger i den centrala delen av landet, 5 kilometer sydväst om huvudstaden Skopje. Toppen på Vodno är 1 135 meter över havet, eller 390 meter över den omgivande terrängen. Bredden vid basen är 7,8 km.
Terrängen runt Vodno är kuperad åt sydväst, men åt nordost är den platt.Runt Vodno är det ganska glesbefolkat, med 43 invånare per kvadratkilometer.. Närmaste större samhälle är Skopje, 4,6 kilometer nordost om Vodno.
Runt Vodno är det i huvudsak tätbebyggt.